# Stade Olympique
Stade Olympique (engelska: Olympic Stadium) är en idrottsarena i Montreal i Québec i Kanada. Arenan var huvudarena vid olympiska sommarspelen 1976. Den är numera inte hemmaarena för någon idrottsklubb, även om CF Montréal i Major League Soccer (MLS) spelar en mindre del av sina hemmamatcher där. Tidigare har bland andra Montreal Alouettes i Canadian Football League (CFL) och Montreal Expos i Major League Baseball (MLB) spelat där.

## Byggandet
Byggandet av Stade Olympique påbörjades den 28 april 1973. Den invigdes den 17 juli 1976 och var huvudanläggning då Montreal arrangerade de olympiska sommarspelen 1976. Första basebollmatchen i arenan spelades i april 1977.

## Taket
Det var från början meningen att arenan skulle ha ett skjutbart tak. Taket skulle öppnas och stängas med hjälp av arenans torn, La Tour de Montréal, som med sina 175 meter är det högsta tornet i världen som medvetet byggts lutande. I tornets bas ligger den simarena som användes vid OS 1976. Under bygget av arenan utbröt dock en strejk bland arbetarna, vilket ledde till kraftiga förseningar särskilt beträffande tornet. Taket låg i Frankrike fram till 1982. Först 1987 färdigställdes tornet och taket. Även därefter kvarstod problem, eftersom taket inte kunde flyttas när det blåste kraftigt. 1998 fick arenan ett nytt tak.

## Större arrangemang
Förutom OS 1976 har Stade Olympique sex gånger, 1977, 1979, 1981, 1985, 2001 och 2008, varit värd för finalmatchen i CFL (Grey Cup) samt 1982 varit värd för MLB:s all star-match.
Påven Johannes Paulus II höll i september 1984 i ett ungdomsmöte i arenan.

## Utan fast hyresgäst
Sedan Expos flyttade till Washington 2004 har Stade Olympique inte haft någon riktig hyresgäst, och med arenans tidigare ekonomiska och byggnadsmässiga problem ses den numera som en så kallad "vit elefant".

## Fotogalleri

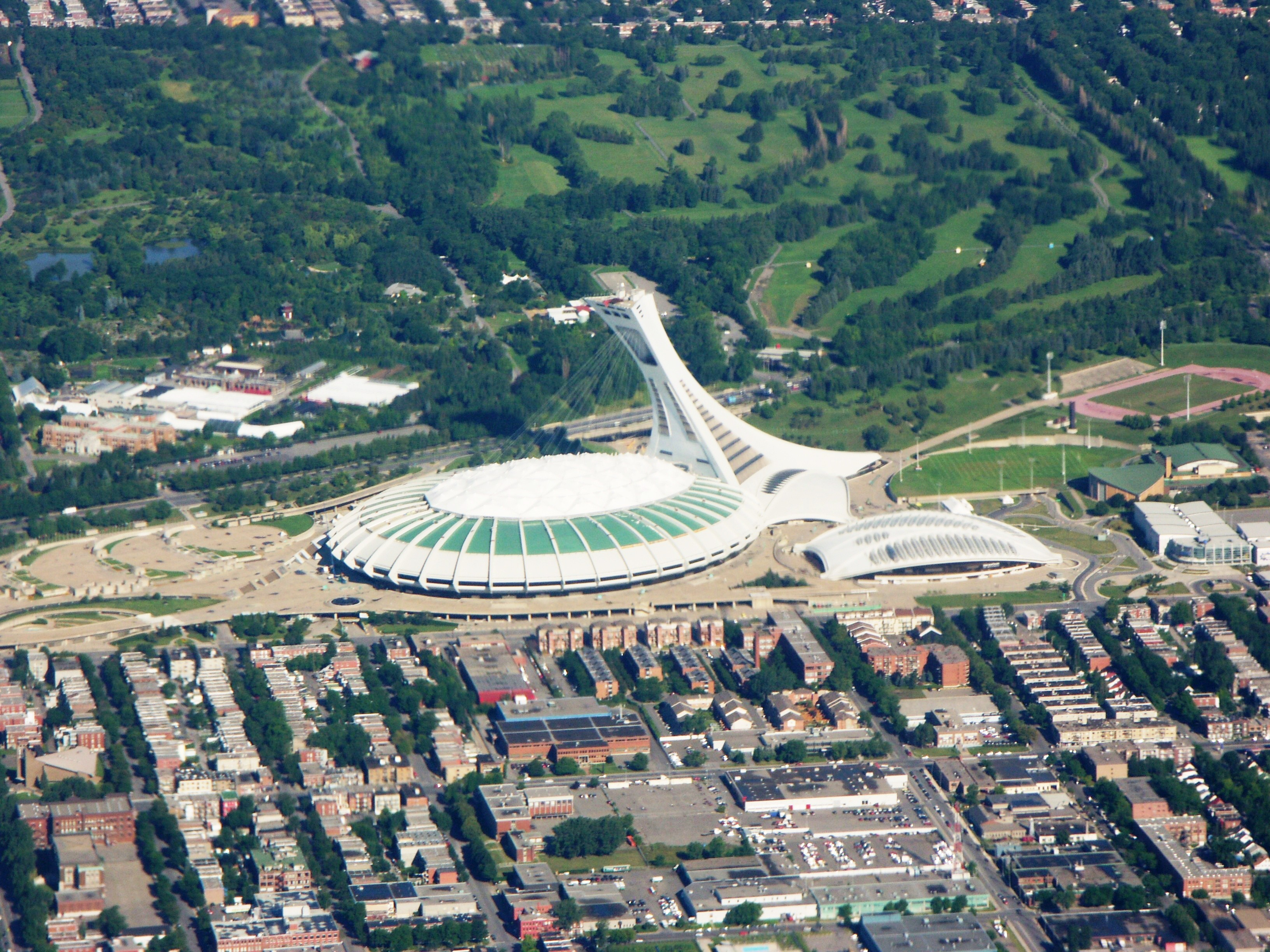
Stade Olympique från luften 2004.
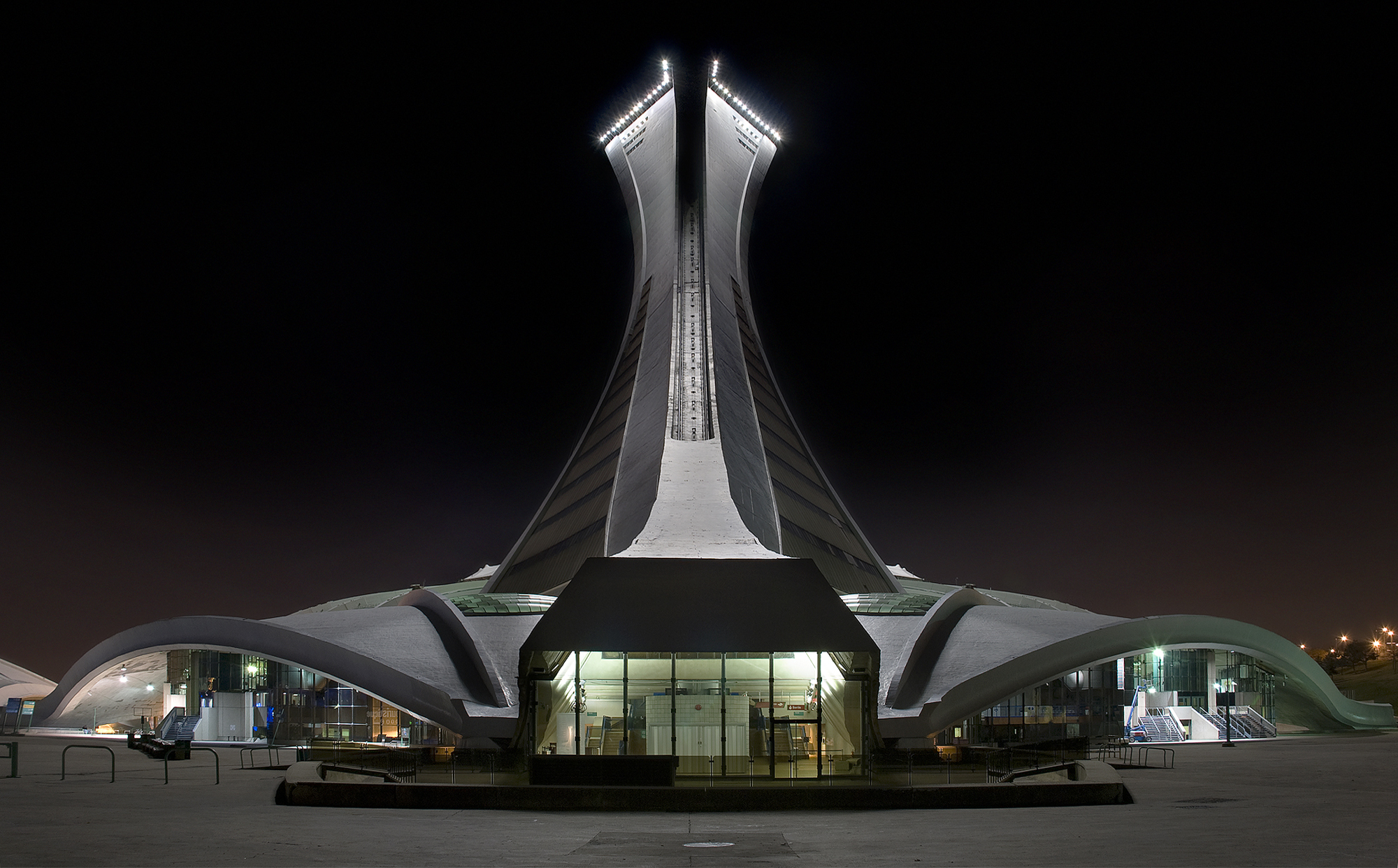
Stade Olympique nattetid.